# Дочери счастья
«Дочери счастья» (польск: Córy szczęścia) — польский фильм 1999 года режиссёра Марты Месарош, в главной роли — Ольга Дроздова.

## Сюжет
1990-е годы. Наташа, учительница английского языка в провинциальном российском городке, после того как муж потерял работу и она вынуждена содержать семью из 4-х человек, по совету подруги Веры решает поехать в Польшу «челноком». После утомительного путешествия они наконец добираются до Варшавы и на следующий день уже продают привезённый товар на рынке — бывшем стадионе. Наташу тревожат частые отлучки куда-то Веры. Вскоре Веру находят убитой. Полиция конфискует товар у русских женщин. Наташу выгоняют из пансиона и запрещают покинуть Польшу до конца следствия. В отчаянии Наташа решает воспользоваться предложением знакомого поляка заняться проституцией…

## В ролях
В главной роли:
- Ольга Дроздова — Наташа

В остальных ролях:
- Ян Новицкий — Роберт
- Маша Петранюк — Маша, дочь Наташи
- Игорь Черневич — Андрей, муж Наташи
- Олаф Любашенко — Янек
- Эва Телега — Вера, подруга Наташи
- Эва Далковская — Элька, хозяйка лодки-отеля
- Моника Немчик — мадам в публичном доме
- Кшиштоф Глёбиш — клиент Наташи
- Цезарь Покс — клиент Наташи
- Яцек Покс — близнец, клиент Наташи
- Лукаш Новицкий — охранник Роберта
- Анджей Мровец — офицер полиции, допрашивающий Наташу
- Ежи Моняк — портье в отеле
- и другие

- Элиза Рыцяк — дублёрша Ольги Дроздовой в сценах «раздевания» (в титрах не указана)

## Фестивали и награды
- Фестиваль польских художественных фильмов в Гдыне (1999) — приз в категории «Лучшая актриса второго плана» актрисе Эве Телеге.
- Фильм номинировался в пяти категориях на кинопремию Полькской киноакадемии «Орлы» (2001), но остался без призов.